# Cacostola salicicola
Cacostola salicicola là một loài bọ cánh cứng trong họ Cerambycidae.